# Bjarni Benediktsson (1970)
Bjarni Benediktsson (Reykjavík, 26 gennaio 1970) è un politico islandese, Primo ministro dell'Islanda dal 10 aprile al 21 dicembre 2024 e leader del Partito dell'Indipendenza dal 2009 al 2025.
Precedentemente ha ricoperto già il ruolo di capo del governo dall’11 gennaio al 30 novembre 2017, nonché l’incarico di Ministro degli affari esteri dal 14 ottobre 2023 al 9 aprile 2024 e, soprattutto, quello di Ministro delle Finanze dal 30 novembre 2017 al 14 ottobre 2023 e dal 23 maggio 2013 all’11 gennaio 2017.
Il suo omonimo predecessore Bjarni Benediktsson, Primo ministro islandese dal 1963 al 1970, era il suo prozio.

## Biografia

### Studi e famiglia
Dopo aver ottenuto una laurea in legge presso l'Università d'Islanda, Benediktsson ha completato i suoi studi in Germania e negli Stati Uniti prima di tornare nel paese natio per esercitare la professione forense.
È sposato con Thora Margret Baldvinsdóttir ed hanno quattro figli.

### Carriera politica

#### Inizi
Bjarni è entrato nell'Althing nel 2003 ed è stato attivo in diversi commissioni e comitati riguardanti i settori dell'economia e della fiscalità, l'industria e gli affari esteri.

#### Leader del partito dell'Indipendenza
Bjarni è stato eletto leader del conservatore Partito dell'Indipendenza al suo convegno nazionale del 29 marzo 2009 con il 58,1% dei voti, circa un mese prima delle elezioni parlamentari islandesi dell'aprile del 2009. Il partito è arrivato secondo alle elezioni conquistando 16 seggi, nove in meno rispetto alle elezioni precedenti.

#### Ministro delle Finanze e dell'Economia
Nelle successive elezioni del 28 aprile 2013 il Partito dell'Indipendenza si è presentato in coalizione con lo storico avversario Partito Progressista ed entrambi sono riusciti a conquistare 19 seggi a testa. Il 17 maggio 2013 i media islandesi hanno riferito che Bjarni avrebbe assunto la carica di Ministro delle Finanze e dell'Economia in un governo guidato dal leader del Partito Progressista Sigmundur Davíð Gunnlaugsson. Carica che ha mantenuto anche nel successivo governo presieduto da Sigurður Ingi Jóhannsson.

#### Primo ministro
Nelle elezioni anticipate svoltesi nel 2016 a seguito dello scandalo Panama Papers in cui è rimasto coinvolto Gunnlaugsson, il Partito dell'Indipendenza ha ottenuto 21 seggi mentre il Partito Progressista si è fermato solo a quota 8 seggi e questo non ha più garantito alla coalizione la maggioranza nell'Althing. Poco dopo i risultati, il primo ministro Sigurður Ingi Jóhannsson si è dimesso dal suo incarico. Una nuova coalizione tra il Partito dell'Indipendenza, il nuovo partito centrista Rinascita e Futuro Luminoso si è costituita nel gennaio 2017 con Benendiktsson designato a diventare il nuovo Primo ministro.
Il 15 settembre, la coalizione  tripartitica al governo è collassata in seguito uno scandalo riguardante il padre dell'attuale Primo ministro Benediktsson, che sarebbe intervenuto per proporre la grazia ad un suo amico, Hjalti Sigurjón, condannato per pedofilia.  Dopo il ritiro di Futuro Luminoso dalla coalizione di governo, non avendo più la maggioranza parlamentare, il premier ha chiamato le elezioni anticipate dell'Althing islandese.

#### Nuovamente Ministro delle Finanze e dell'Economia
A seguito delle elezioni parlamentari anticipate, che hanno visto il Partito dell'Indipendenza primo ma con la perdita di alcuni seggi, il 30 novembre 2017 il Partito dell'Indipendenza, il Partito Progressista e I Verdi hanno trovato un accordo che fa diventare primo ministro d'Islanda Katrìn Jakobsdòttir nel cui governo Benediktsson ha assunto la carica di Ministro delle Finanze e dell'Economia.

#### Ministro degli affari esteri e nuovamente Primo ministro
Dopo una piccola parentesi come ministro degli Esteri nel precedente governo iniziata il 14 ottobre 2023, in seguito alle dimissioni di Katrín Jakobsdóttir dalla carica di Primo ministro al fine di potersi candidare alle elezioni presidenziali dello stesso anno, assume l’incarico il 9 aprile 2024.

## Controversie

### Coinvolgimento nello scandalo Panama Papers
Nel gennaio 2017, dopo essere stato nominato primo ministro, ed aver presentato a Reykjavik il nuovo governo, hanno cominciato a circolare nuove accuse che riguardano Benendiktsson e che hanno a che fare con i Panama Papers.
L’Islanda è stato uno dei paesi più interessati dallo scandalo ed i documenti riguardanti la Mossack Fonseca, una delle più importanti società del mondo che si occupa di creazione e gestione di società off shore e in paradisi fiscali, avevano mostrato un conflitto di interessi dell’allora primo ministro Sigmundur Davíð Gunnlaugsson, che si era dimesso, mostrando inoltre che anche Benediktsson aveva, con due altre persone, una società alle Seychelles (cosa comunque non necessariamente illecita, se dichiarata).
Benediktsson, prima delle elezioni del 2016, era riuscito a non restare troppo coinvolto nello scandalo, non si era dimesso e in quanto Ministro delle Finanze si era impegnato ad avviare un’inchiesta sull'evasione fiscale basata sulle informazioni contenute nei Panama Papers. L’inchiesta si era conclusa a metà settembre e aveva stabilito che lo stato aveva perso ogni anno dal 2006 al 2014 tra i 23 e i 54 milioni di euro a causa dell’utilizzo di paradisi fiscali da parte delle 600 persone islandesi nominate nei documenti. La notizia era arrivata in piena campagna elettorale e di lì a poco più di un mese si sono svolte le elezioni anticipate vinte poi dal partito di Benediktsson. L’inchiesta è stata però pubblicata solo il 7 gennaio, a pochi giorni dall'annuncio del nuovo governo. Il nuovo primo ministro è stato dunque accusato di aver voluto tenere segreta questa relazione che avrebbe potuto danneggiarlo, in quanto Ministro delle Finanze, per la campagna elettorale.
Benediktsson ha dichiarato di non aver visto il rapporto prima che il parlamento venisse sciolto, ma il Ministero delle Finanze lo aveva ricevuto un mese prima. Benediktsson si è dunque scusato per l’inesattezza delle sue indicazioni sulle tempistiche aggiungendo di aver deciso di non rendere pubblica l’inchiesta e che in ogni caso quelle notizie non avrebbero influenzato il risultato delle elezioni. Birgitta Jónsdóttir, leader del Partito Pirata e capo della coalizione avversaria al Partito dell'Indipendenza, ha affermato invece che: «Se il rapporto fosse stato presentato al Parlamento poco prima delle elezioni e se le persone avessero visto nero su bianco quanto denaro è sfuggito alle tasse, questo argomento sarebbe stato certamente messo all'ordine del giorno».